# Nicky Souren
Nicky Souren (Rotterdam, 18 december 1999) is een Nederlands voetballer die als middenvelder voor SC Cambuur speelt.

## Carrière
Nicky Souren doorliep de jeugdopleiding van Roda JC Kerkrade, en werd in 2015 opgeroepen voor Nederlandse vertegenwoordigende jeugdelftallen. In het seizoen 2017/18 zat hij enkele wedstrijden op de bank bij het eerste elftal van Roda, maar kwam nog niet in actie. Roda JC degradeerde dat seizoen uit de Eredivisie naar de Eerste divisie. Tussentijds werd het contract van Souren tot 2020 verlengd. Souren debuteerde in de Eerste divisie voor Roda JC op 14 oktober 2018, in de met 3-0 verloren uitwedstrijd tegen Go Ahead Eagles. Hij begon in de basis en werd in de 85e minuut vervangen door Dico Jap Tjong. Hij scoorde zijn eerste doelpunt voor Roda op 30 november 2018, in de met 0-5 gewonnen uitwedstrijd tegen TOP Oss. Souren tekende in augustus 2021 een contract bij MVV Maastricht. In het seizoen 2021/22 was hij een van de sterkhouders bij MVV. Later in het seizoen verlengde hij zijn contract met een jaar. In totaal speelde hij meer dan 100 wedstrijden voor MVV, waarin hij acht keer scoorde.    
Medio 2024 vekaste hij naar SC Cambuur.    

### Statistieken
| Seizoen                   | Club             | Land           | Competitie     | Competitie | Competitie | Beker | Beker | Overig | Overig | Totaal | Totaal |
| Seizoen                   | Club             | Land           | Competitie     | Wed.       | Dlp.       | Wed.  | Dlp.  | Wed.   | Dlp.   | Wed.   | Dlp.   |
| ------------------------- | ---------------- | -------------- | -------------- | ---------- | ---------- | ----- | ----- | ------ | ------ | ------ | ------ |
| 2017/18                   | Roda JC Kerkrade | Nederland      | Eredivisie     | 0          | 0          | 0     | 0     | –      | –      | 0      | 0      |
| 2018/19                   | Roda JC Kerkrade | Nederland      | Eerste divisie | 26         | 2          | 2     | 0     | –      | –      | 28     | 2      |
| 2019/20                   | Roda JC Kerkrade | Nederland      | Eerste divisie | 22         | 0          | 2     | 0     | –      | –      | 24     | 0      |
| 2020/21                   | Roda JC Kerkrade | Nederland      | Eerste divisie | 7          | 0          | 0     | 0     | –      | –      | 7      | 0      |
| 2021/22                   | Roda JC Kerkrade | Nederland      | Eerste divisie | 1          | 0          | 0     | 0     | –      | –      | 1      | 0      |
| 2021/22                   | MVV Maastricht   | Nederland      | Eerste divisie | 29         | 0          | 2     | 0     | –      | –      | 31     | 0      |
| 2022/23                   | MVV Maastricht   | Nederland      | Eerste divisie | 33         | 6          | 1     | 0     | 2      | 0      | 36     | 6      |
| 2023/24                   | MVV Maastricht   | Nederland      | Eerste divisie | 36         | 2          | 1     | 0     | –      | –      | 37     | 2      |
| Carrièretotaal            | Carrièretotaal   | Carrièretotaal | Carrièretotaal | 154        | 10         | 8     | 0     | 2      | 0      | 164    | 10     |
| Bijgewerkt op 27 mei 2024 |                  |                |                |            |            |       |       |        |        |        |        |